# Richard Artschwager
Richard Artschwager (Washington, 26 dicembre 1923 – 9 febbraio 2013) è stato un artista, pittore e scultore statunitense, esponente della corrente del minimalismo.

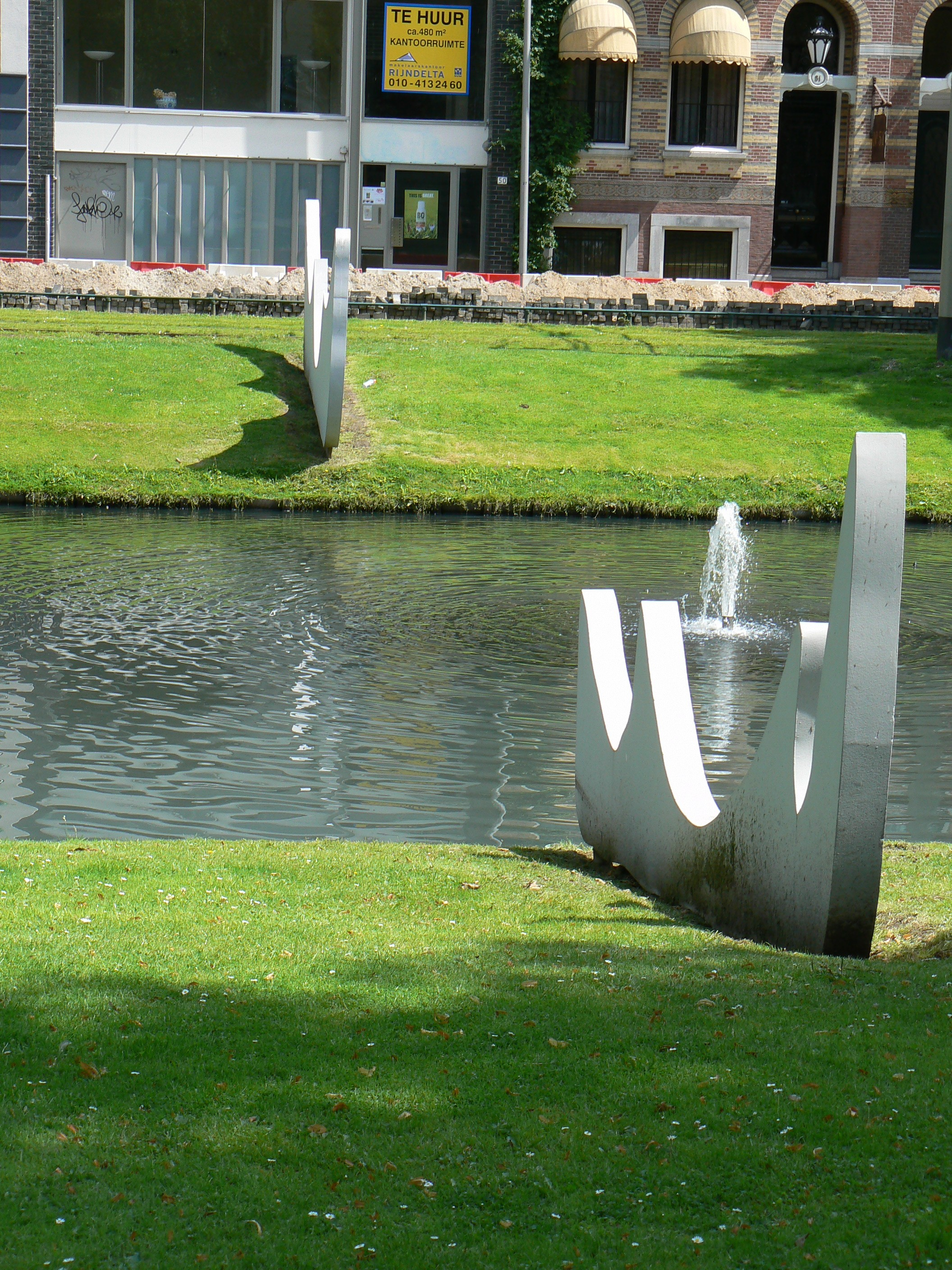
Richard Artschwager in Rotterdam

La sua opera Ohne Titel, del 2005, vernice molle su carta, è conservata al Museo Cantonale d'Arte a Lugano.